# 克基拉专区
克基拉专区（希臘語：Περιφερειακή ενότητα Κερκύρας），又稱科孚专区，是希臘伊奧尼亞群島大區北部的一個专区，西臨奧特朗托海峽，北界阿爾巴尼亞，東隔克基拉海峽與希臘大陸相望。由克基拉島、帕克西島、奧索尼島等組成。面積641.057平方公里，2011年人口数量为104,371人。首府克基拉，為世界遺產。

## 行政
克基拉州成立于1864年。2011年卡利克拉提斯改革方案中，希腊所有州份被取消，在克基拉州的管辖范围内成立了克基拉专区。自2019年起克基拉专区下分为4个市镇：
- 中克基拉和贾蓬蒂亚群岛
- 北克基拉
- 帕克西
- 南克基拉

## 人口
| 年份 | 人口数量 |
| ---- | -------- |
| 1991 | 105,043  |
| 2001 | 111,975  |
| 2011 | 104,371  |